# Бок, Эдуард
Эдуард Бок (при рождении Эдуард Виллем Герард Цезарь Хидде Бок, англ. Edward William Bok; 9 октября 1863, Ден-Хелдер, Нидерланды — 9 января 1930, Лейк-Уэлс, Флорида, США) — американский журналист и писатель голландского происхождения, лауреат Пулитцеровской премии. Был редактором журнала Ladies' Home Journal в течение 30 лет, с 1889 по 1919 год. Он также популяризовал проекты жилых домов и создал сад Бок-Тауэр-Гарденс в центральной Флориде.

## Биография
Бок родился в Ден-Хелдере (Нидерланды). В возрасте шести лет вместе с семьёй эмигрировал в США, где поселился в Бруклине, штат Нью-Йорк. Семья бедствовала, и Бок вынужден был после школы работать мойщиком окон в пекарне, а также каждый день собирать по канавам уголь, который случайно падал с вагонов.
В 1882 году Бок устроился на работу в книгоиздательскую фирму Henry Holt and Company. В 1884 году перешёл в издательскую компанию Charles Scribner’s Sons, где в конечном итоге стал менеджером по рекламе. С 1884 по 1887 год Бок был редактором журнала The Brooklyn Magazine, а в 1886 году основал собственную фирму Bok Syndicate Press.
После переезда в Филадельфию в 1889 году Бок стал редактором журнала Ladies' Home Journal, когда его основатель и редактор Луиза Кнапп Кертис решила перейти на менее ответственную должность. Журнал издавался компанией Сайруса Кертиса, владевшего известной издательской империей, публиковавшей множество газет и журналов. 
В 1896 году Бок женился на Мэри Луизе Кертис, дочери Луизы и Сайруса Кертисов. Она разделяла интерес своей семьи к музыке, культурной деятельности и благотворительности и была очень активна в социальных кругах. Незадолго до свадьбы Бок выпустил книгу советов для юношей. Среди прочего, в ней он писал, что «мужчина, который искренне любит свою мать, жену, сестру или возлюбленную, никогда не рассказывает истории, которые унижают их пол в глазах других». За время работы Бока в редакции Ladies' Home Journal стал первым в мире журналом, достишим миллиона подписчиков. Он обрёл большое влияние на читателей, снабжая их через статьи статьи информативными и прогрессивными идеями. Журнал освещал актуальные социальные проблемы. В 1920 году появилась автобиография Бока The Americanization of Edward Bok, обзор которой подготовил Генри Менкен, хорошо знавший журнал Бока. Менкен отметил, насколько непримирим был Бок к унылости внутреннего убранства американских домов и как жаждал преобразований, в итоге назвав его самым эстетически полезным гражданином страны. В 1921 году автобиография Бока была удостоена Пулитцеровской премии.
Ladies' Home Journal также стал первым журналом, отказавшимся от рекламы патентованных лекарств.
В 1919 году, проработав тридцать лет в журнале, Бок вышел в отставку с поста редактора.
В 1923 году Бок создал Американскую премию мира.

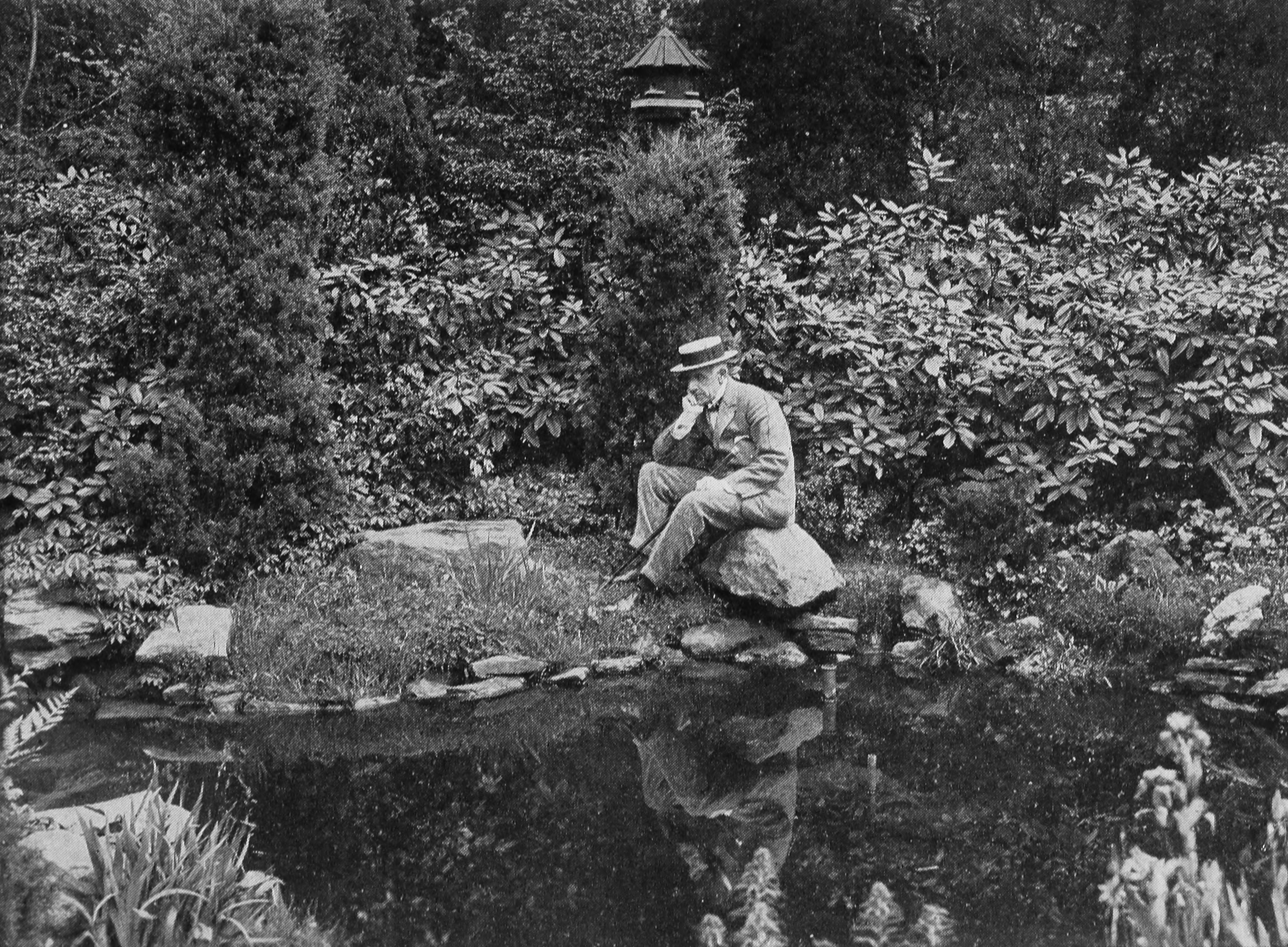
«Где Эдуард Бок счастлив больше всего: в своем саду». Фотография из автобиографии Бока The Americanization of Edward Bok. Дата и место неизвестны.

В 1924 году Мэри Луиза Бок основала Музыкальный институт Кертиса в Филадельфии, который посвятила своему отцу, Сайрусу Кертису. В 1927 году Боки приступили к строительству сада Бок-Тауэр-Гарденс рядом с их зимним домом в Маунтин-Лейк-Эстейтс, Лейк-Уэлс, штат Флорида, который был открыт 1 февраля 1929 года президентом США Кэлвином Кулиджем. Башню Бока — «Поющую башню» — иногда называют храмом, она внесена в Национальный реестр исторических мест как национальный исторический памятник. Бок приведён как пример искусного собеседника в книге Дейла Карнеги «Как заводить друзей и оказывать влияние на людей».
Бок умер 9 января 1930 года в Лейк-Уэлс. Двое из его внуков — педагог Дерек Бок и фолк-певец Гордон Бок.

### Бок и американская жилищная архитектура

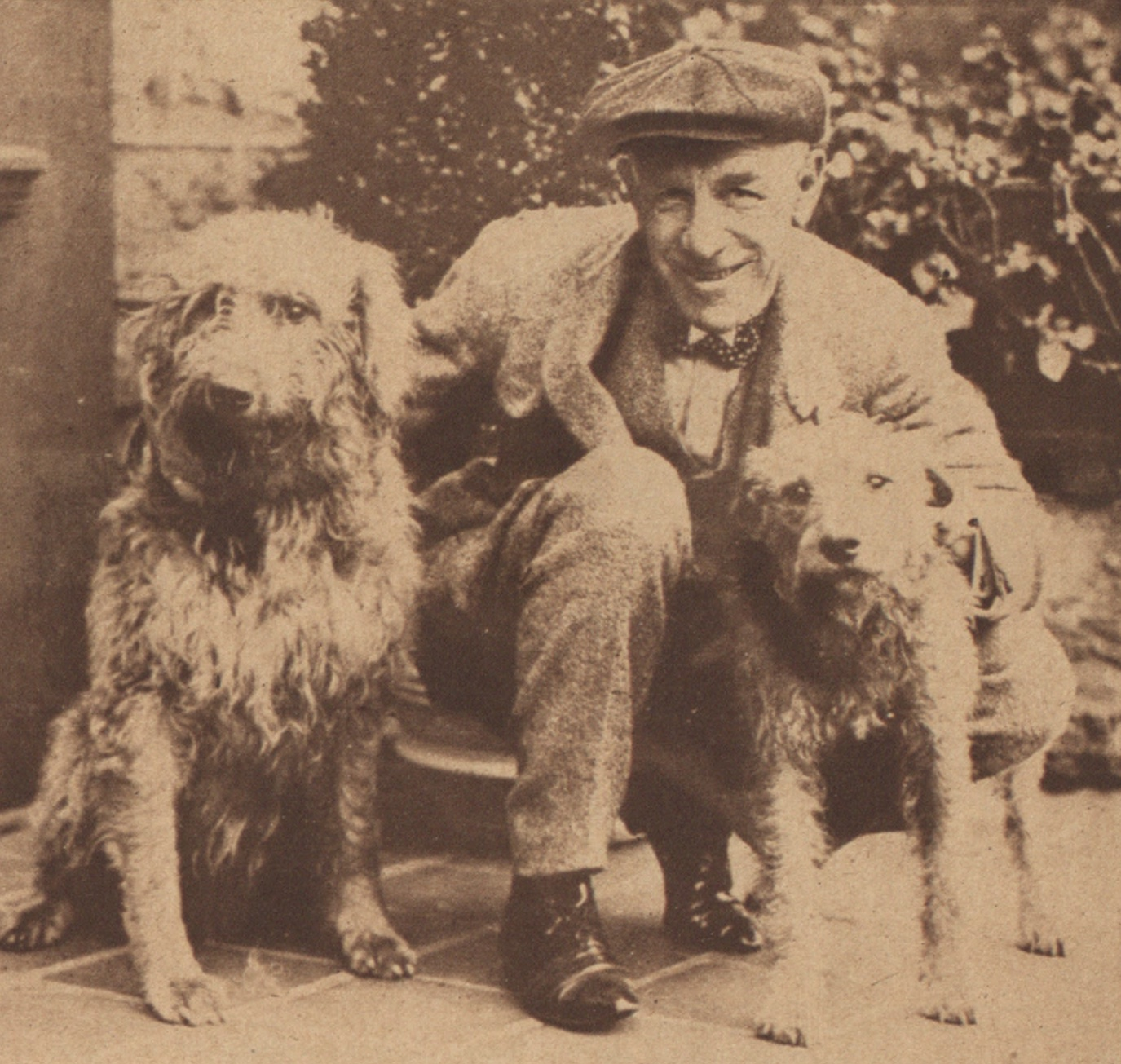
Эдуард Бок с собаками

В 1895 году Бок начал публиковать в Ladies' Home Journal проекты домов, доступных для американского среднего класса: стоимостью от 1500 до 5000 долларов — с полными спецификации с учётом региональных цен. Материалы высылались по почте за 5 долларов. Позже Бок и Ladies' Home Journal стали главной силой популяризации «бунгало» — стиля жилища, пришедшего из Индии. Проекты этих домов стоили всего доллар, и полутораэтажные жилые дома, некоторые площадью до 75 м², вскоре стали доминирующей формой новой жилищной архитектуры в стране.

Некоторые архитекторы жаловались, что, публикуя проекты зданий в массовом порядке, Бок узурпировал их права, а некоторые, такие как Стэнфорд Уайт, открыто отговаривали его так поступать, хотя Уайт позже писал:
Я считаю, что Эдуард Бок сильнее повлиял на американскую жилищную архитектуру в сторону улучшения, чем любой человек в нашего поколения. Когда он начал [публиковать проекты]… я отказался с ним сотрудничать. Если бы Бок пришел ко мне сейчас, я бы не только готовил проекты для него, но и отказался бы от платы за них в исправление моей прошлой ошибки.
Бок выступал за использование термина living room (с англ. — «жилая комната») для обозначения помещения, которое обычно называли parlor или drawing room — гостиная, иногда ему ошибочно приписывают изобретение этого термина. Такая комната традиционно использовалась только по воскресеньям или для официальных мероприятий, например, для прощания с умершими членами семьи перед похоронами; это была буферная зона между общественным и частным пространством остальной части дома. Бок считал глупым создавать комнату с дорогой мебелью, которая редко используется, и предложил альтернативное название, чтобы побудить семьи использовать комнату в своей повседневной жизни
Для Бока было важно сохранить своё социально консервативное видение идеальной американской семьи, согласно которому жена должна быть домохозяйкой и воспитательницей детей, а дети воспитывались в здоровой, естественной обстановке, близко к земле. С этой целью он пропагандировалпригород как лучшее место для уравновешенной домашней жизни.
Теодор Рузвельт сказал о Боке:
[Он] — единственный человек, о котором я слышал, что он изменил к лучшему архитектуру целой нации. И он сделал это так быстро и эффективно, что мы не знали, что изменения начались до того, как они были завершены.

### Права женщин
В Ladies' Home Journal Бок опубликовал более двадцати статей против избирательного права женщин, работающих женщин, женских клубов и образования для женщин. Он писал, что феминизм приведет женщин к разводам, плохому здоровью и даже смерти. Бок запросил статьи против прав женщин у бывших президентов Гровера Кливленда и Теодора Рузвельта (хотя Рузвельт позже передумал и стал сторонником избирательного права женщин). Бок рассматривал суфражисток как предателей своего пола, говоря, что «нет большего врага женщины, чем сама женщина».
Широкое влияние Ladies' Home Journal на американских женщин среднего класса сделало Бока ключевым союзником движения против избирательного права. Женские клубы пытались организовать бойкот журнала, за что Бок пригрозил им судебным преследованием.

## Награды и премии
Автобиография Бока The Americanization of Edward Bok: The Autobiography of a Dutch Boy Fifty Years After (1920) удостоена золотой медали Академии политических и социальных наук и Пулитцеровской премии 1921 года за биографию или автобиографию.
Корабль типа «Либерти» времён Второй мировой войны SS Edward W. Bok был назван в его честь.

## Избранные произведения
- Successward (1895) online
- The Young Man in Business (1895) online (Internet Archive)
- The Young Man & The Church (1896) (Google Books Архивная копия от 2 января 2022 на Wayback Machine)
- Her Brother’s Letters (1906)
- Why I Believe in Poverty (1915) online
- The Americanization of Edward Bok (1920)[7](Internet Archive, 1922 edition)
- A Dutch Boy Fifty Years After, edited by John Louis Haney (1921)
- Two Persons (1922) (Google Books Архивная копия от 2 января 2022 на Wayback Machine)
- A Man from Maine (1923)
- Twice Thirty (1925)
- Dollars Only (1926) (Google Books preview Архивная копия от 2 января 2022 на Wayback Machine)
- You: A Personal Message (1926)
- America Give Me a Chance (1926)
- Perhaps I Am (1928)